# Saints Row (jogo eletrônico de 2006)
Saints Row é um jogo eletrônico de ação-aventura e mundo aberto produzido pela Volition, Inc. e distribuído pela THQ. É o primeiro título da série Saints Row e é sucedido por Saints Row 2,Saints Row: The Third e Saints Row IV. Saints Row foi lançado na América do Norte em 29 de agosto e na região PAL em 1 de setembro de 2006 para o Xbox 360, sendo que uma versão para o PlayStation 3 era planejada; entretanto, esta versão fora cancelada. O quarto capítulo da série, Saints Row IV, foi lançado em 20 de agosto de 2013. O jogo foi muito bem recebido pela crítica e comercialmente, vendendo mais de 2 milhões de cópias, levando ao desenvolvimento de uma sequência.

## História
Tudo começa quando o protagonista é apanhado no meio de uma briga entre três gangues rivais, sendo então salvo por Julius Little e Troy Bradshaw, ambos membros de uma quarta, a Third Street Saints. Ele é então aconselhado pelos gângsteres a se afiliar na gangue. A partir daí, o seu objetivo é ajudar a 3rd Street a dominar territórios, obter novas armas e ganhar dinheiro por meio da exterminação das gangues rivais.

### Local do Jogo
Todos os acontecimentos do game ocorrem em Stilwater, uma cidade fictícia baseada principalmente em Detroit e Chicago, no ano de 2006. Nela é possível a compra de novas roupas, joalherias e armas, além da utilização dos mais variados tipos de drogas e bebidas. Juntamente a outros serviços, existem também cirurgiões plásticos, que podem alterar sua aparência de forma significativa, como a sua pigmentação de pele, face e físico do personagem. Outro aspecto relevante e importante ao jogo são as atividades alternativas e não-obrigatórias que, além de lhe darem respeito (essencial para o cumprimento de missões), lhe dão também novas armas e habilidades, que podem facilitar o assassinato de outros membros de gangues inimigas e cumprimento de missões principais.

## Jogabilidade
Desde o início do jogo já é perceptível a influência da aclamada série Grand Theft Auto no game, porém, a Volition Inc. Promoveu mudanças que deixaram Saints Row a altura de Grand Theft Auto. As mudanças que mais aperfeiçoaram o jogo foi a excelente jogabilidade, que fez com que fosse muito mais fácil dirigir e atirar ao mesmo tempo; ótimos gráficos, com personagens e carros muito bem acabados; e uma organizada trilha sonora, que vai de Hip Hop ao clássico. Porém, mesmo com estes ótimos aspectos ainda há alguns problemas: ter a obrigação de fazer missões alternativas limitaram a liberdade do jogador, além de ter uma infinidade de bugs na cidade de Stillwater.